# 颜色丝带

国际上使用红丝带作为对抗艾滋病的一个象征

颜色丝带是一种折成或表现为环状的一小段丝带。在美国、加拿大、澳大利亚、英国以及世界上的许多地区，佩戴者佩戴颜色丝带以表达自己对某一主题或问题的關注或支持。
丝带背后的含义取决于它的颜色。许多团体都使用丝带来作为支持或警示的象征，而结果则导致了同一颜色的丝带通常可以表达多种主题；而亦有一些主题会用不同的颜色来代表。红色可能代表着滥用药品，而紫色或白色则可能代表着阿兹海默病。黑黄相间的“乔治丝带”在俄罗斯代表纪念战胜纳粹德国的“苏联卫国战争”。
颜色丝带一般会别在衣服上，或系在一些物体如汽车天线上。当要表达较强烈的宣言时，较大的丝带甚至会被繫在树幹或棒子这类物体上。有時也會製作印有絲帶圖樣的貼紙、保險槓貼紙、磁貼，並貼在汽車上。
顏色絲帶也用作以示悼念的標誌，如在維珍尼亞理工大學校園槍擊案後不少人都帶上黑色絲帶以示哀悼。